# Écart entre nombres premiers
En théorie des nombres, l'écart entre nombres premiers désigne la différence entre deux nombres premiers consécutifs.
De nombreux résultats et conjectures sont liés à cet objet. Par exemple la conjecture des nombres premiers jumeaux dit que la suite des écarts entre nombres premiers prend la valeur 2 un nombre infini de fois, et la conjecture de Polignac que cette suite prend un nombre infini de fois la valeur {\displaystyle 2k} pour tout entier strictement positif {\displaystyle k}.
Ainsi les 30 premiers écarts (suite A001223 de l'OEIS) sont :
1, 2, 2, 4, 2, 4, 2, 4, 6, 2, 6, 4, 2, 4, 6, 6, 2, 6, 4, 2, 6, 4, 6, 8, 4, 2, 4, 2, 4, 14.

## Définition
En notant pn le n-ième nombre premier, le n-ième écart est :
Ce qui permet aussi d'écrire
{\displaystyle p_{n+1}=2+\sum _{i=1}^{n}g_{i}}.

## Observations simples
De même que {\displaystyle (p_{n})}, la suite (gn) est non bornée : si l'on note qn le produit p1…pn, tous les entiers de qn + 2 à qn + pn sont composés, puisque divisibles par l'un des {\displaystyle p_{i}}.
Le premier écart, qui est à la fois le plus petit et le seul écart impair est 1, entre le seul nombre premier pair, 2, et le premier nombre premier impair, 3. Tous les autres écarts sont pairs.
(3, 5, 7) est l'unique triplet de nombres premiers consécutifs dont l'écart est 2.
Le plus petit nombre premier {\displaystyle p} ayant un écart égal à {\displaystyle 2k} avec le suivant augmente fortement (mais irrégulièrement) avec la valeur de {\displaystyle k} ; par exemple, l'écart 906 apparaît pour la première fois après 218 209 405 436 543. La suite des valeurs du plus petit {\displaystyle p} tel que le nombre premier suivant soit {\displaystyle p+2k} : 3, 7, 23, 89, 139, 199, 113, 1831,... est répertoriée comme suite A000230 de l'OEIS.

## Résultats et conjectures

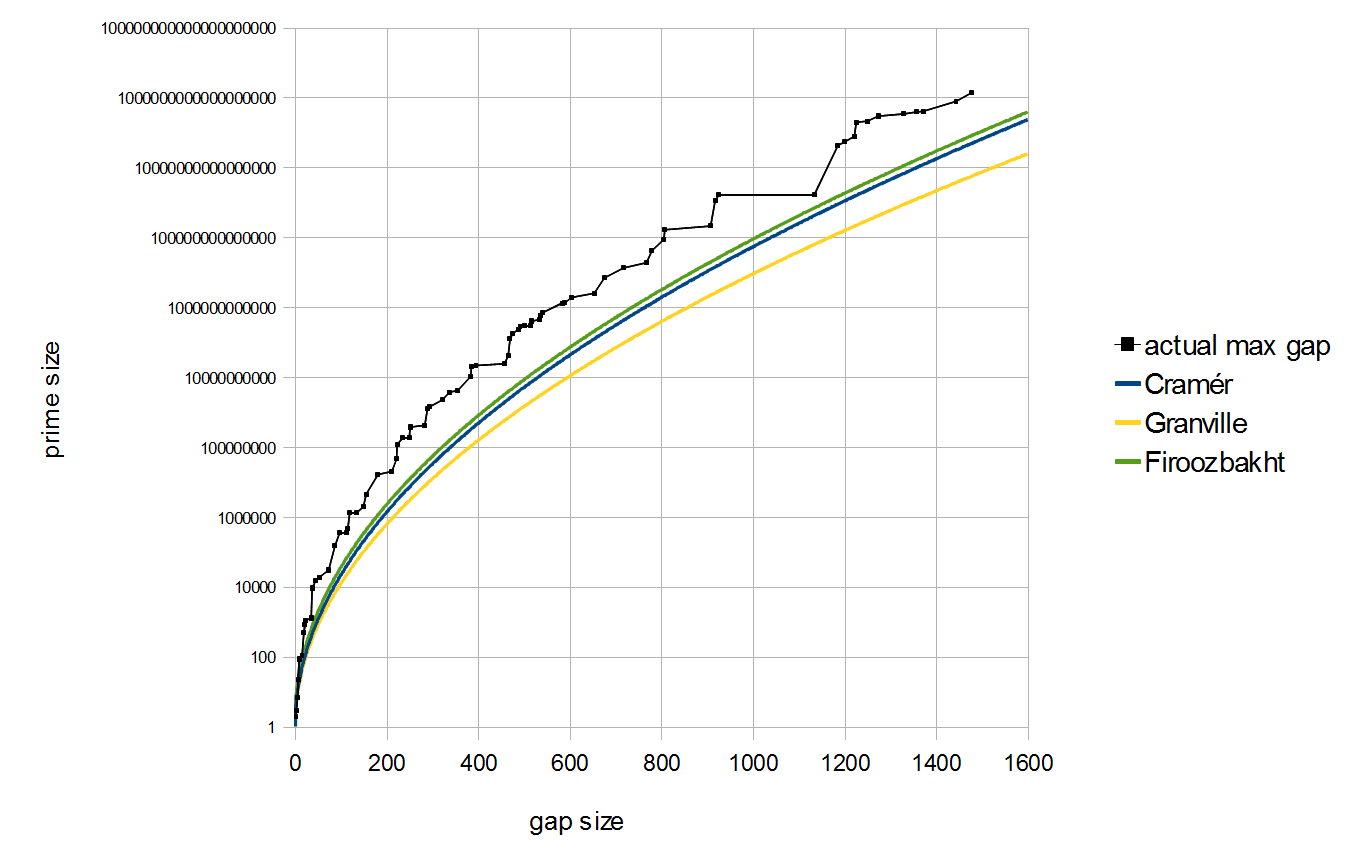
Évolution de l'écart maximum et de diverses bornes.

D'après le postulat de Bertrand, gn < pn.
Le théorème des nombres premiers suggère que gn est asymptotiquement de l'ordre de ln n, et la conjecture de Cramér pronostique un comportement en le carré du logarithme. La conjecture des nombres premiers jumeaux dit qu'elle prend la valeur 2 une infinité de fois.
L'écart le plus fréquent entre nombres premiers évolue selon la profondeur de l'analyse. En faisant le décompte des écarts jusqu'à 492, l'écart le plus fréquent est 2, puis il passe à 4 jusqu'à 564, puis enfin 6. On conjecture que ce serait ensuite 30, 210, 2310, … c'est-à-dire les primorielles de pn,.